# Баумхорн, Леопольд

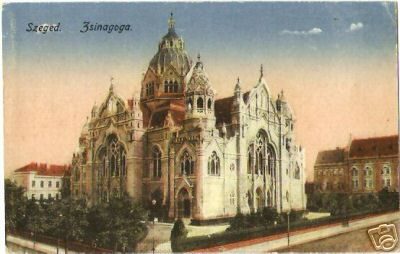
Синагога в Сегеде

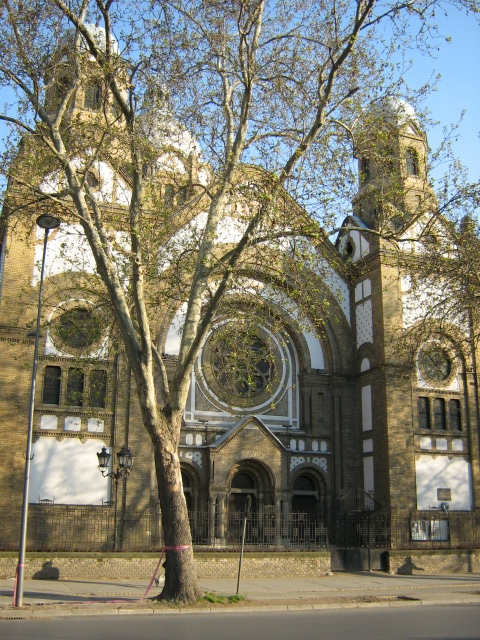
Синагога в городе Нови-Сад

Липот (Леопольд) Баумхорн (28 декабря 1860 года, Кишбер, Австро-Венгерская империя — 8 июля 1932 г., там же) — венгерский архитектор еврейского происхождения. Известен как автор многих еврейских культовых сооружений в Венгрии, а также коммерческих зданий.

## Биография
Баумгорн учился в Венской политехнике под руководством Генриха фон Ферстеля. Он спланировал и построил десятки синагог, еврейских общественных учреждений и частных домов в Королевстве Венгрия и после Первой мировой войны — в независимой Венгрии, включая синагогу в заводском поселке города Тимишоара и синагоги в городах Нови-Сад, Риека, Мурска Собота, Зренянин (уничтожена немцами в 1941 году), Эстергом, Уйпешт (новый Пешт) и в XIII районе Будапешта. До сих пор сохранились двенадцать построенных им синагог, включая синагогу в городе Сегед (1903), которая считается кульминацией его работы.

## Сооружения (неполный перечень)
- 1896 Синагога в Зренянине
- 1898—1901: неологичних синагога в Брашове
- 1899 Синагога в Сольноке
- 1899 Синагога заводского поселения в Тимишоаре
- 1900—1903 Новая синагога в Сегеде
- 1903: Старая синагога в Риеке
- 1905 Синагога в Цегледе
- 1906—1909 Синагога в Нови-Саде
- 1908 Дворец Менрат в Нови-Саде
- 1908—1911: Синагога в Нитре
- 1909 Синагога Дьорджи Дожа в Будапеште
- 1912 Дворец Ллойд в Тимишоаре
- 1923 Синагога на улице Пава в Будапеште
- 1925 Синагога в Лученце
- Синагога в Мурска Соботе
- Синагога в Эстергоме
- Синагога в Уйпешта — районе Будапешта

Также Леопольд Баумхорн реконструировал здание Кечкеметской синагоги, пострадавшей в землетрясении 1911 года.